# Export in Blond
Export in Blond ist ein im Mädchenhändlermilieu spielendes, deutsches Kinofilmmelodram von Eugen York. In den Hauptrollen sind Lotte Koch, Catja Görna, René Deltgen, Albrecht Schoenhals und Peter van Eyck zu sehen. Die Geschichte basiert auf dem Roman Plüsch und Plümowski (1947) von Norbert Jacques, der auch das Drehbuch schrieb.

## Handlung
Hamburg, Ende der 1940er Jahre. Modeschöpfer Gorla genießt einen guten Ruf bei seiner betuchten, feinen Kundschaft. Kaum jemand weiß, dass er jedoch seine besten Geschäfte mit dem Mädchenhandel macht und dass sein Verkaufsschlager der „Export in Blond“ nach Übersee ist. Blond ist auch seine hübsche Tochter Iris, die eines Tages von Frank Olman, einem früheren Komplizen des Mädchenhändlerchefs entführt wird, um diese ebenfalls nach Südamerika zu verschiffen. Olman hat nämlich noch eine Rechnung mit Gorla offen und verschleppt Iris zunächst einmal in die Villa Rosita ihres Vaters nach Rio de Janeiro. 
Dem jungen Artisten Rolf Carste gelingt es, sich dem Händler-Tross anzuschließen und bewahrt auf der Reise Iris vor etwaigen Zudringlichkeiten. Bald hat Carste es geschafft, dass die Ganoven ihn als einen der Ihren ansehen und er die Befreiung von Iris planen kann. Als Gorla von der Entführung seiner Tochter erfährt, wird er fast wahnsinnig vor Sorge und unvorsichtig. In seinem Modeatelier bricht durch eigenes Verschulden ein Feuer aus, bei dem Mädchenhändler und Couturier Gorla sein Leben verliert. Derweil gelingt es Carste, Iris zu befreien, mithilfe der brasilianischen Polizei den Mädchenhändlerring zu sprengen und Olman verhaften zu lassen. Als Paar kehren Iris und Rolf nach Europa zurück.

## Produktionsnotizen
Export in Blond entstand Ende 1949 im Filmatelier Göttingen sowie in Hamburg (Außenaufnahmen). Die Uraufführung fand am 10. April 1950 in Hamburg, statt, Berliner Premiere war am 23. April desselben Jahres.
Willi Wiesner übernahm die Produktionsleitung. Hans Ledersteger entwarf die von Ernst Richter umgesetzten Filmbauten, Herbert Ploberger die Kostüme. Conny Carstennsen war Aufnahmeleiter.

## Wissenswertes
Mädchenhändlerfilme waren seit der Frühzeit des Stummfilms, beginnend noch vor dem Ersten Weltkrieg in Dänemark, ein populäres Genre im europäischen Film. Zu den bekanntesten deutschen Exemplaren dieser Gattung zählen die Filme Die weiße Sklavin (1927), Der Weg nach Rio (1930), Tänzerinnen für Süd-Amerika gesucht (ebenfalls 1930) und Endstation Rote Laterne (1960).

## Kritik
Das Lexikon des Internationalen Films urteilte: „Das Thema ist realitätsfern, kolportagehaft und reißerisch behandelt.“